# Aulas
Pour l’article ayant un titre homophone, voir Jean-Michel Aulas.
Aulas [olas] est une commune française située dans l'ouest du département du Gard, en région Occitanie.
Exposée à un climat méditerranéen, elle est drainée par le Coudoulous, le Souls et par un autre cours d'eau. Incluse dans les Cévennes, la commune possède un patrimoine naturel remarquable composé d'une zone naturelle d'intérêt écologique, faunistique et floristique.
Aulas est une commune rurale qui compte 445 habitants en 2022, après avoir connu un pic de population de 1 000 habitants en 1846. Elle est dans l'agglomération de Vigan et fait partie de l'aire d'attraction du Vigan. Ses habitants sont appelés les Aulasiens et Aulasiennes.

## Géographie
|            | Arphy | Mandagout |
| Bréau-Mars | Aulas | Le Vigan  |
| Bréau-Mars |       | Avèze     |

### Localisation
La commune d'Aulas se situe en Cévennes, dans la vallée du Coudoulous.

### Hydrographie et relief
La commune est traversée par le Coudoulous.

### Voies de communication et transports
La commune est accessible par les routes départementales 48N, 170, 190 et 370. Par ailleurs, elle est traversée par le Sentier de grande randonnée 7 (GR 7) qui constitue localement un tronçon du chemin de Saint-Guilhem-le-Désert.

### Climat
Pour des articles plus généraux, voir Climat de l'Occitanie et Climat du Gard.
En 2010, le climat de la commune est de type climat méditerranéen franc, selon une étude s'appuyant sur une série de données couvrant la période 1971-2000. En 2020, Météo-France publie une typologie des climats de la France métropolitaine dans laquelle la commune est dans une zone de transition entre le climat de montagne et le climat méditerranéen et est dans une zone de transition entre les régions climatiques « Provence, Languedoc-Roussillon » et « Sud-est du Massif Central ».
Pour la période 1971-2000, la température annuelle moyenne est de 12,7 °C, avec une amplitude thermique annuelle de 16,2 °C. Le cumul annuel moyen de précipitations est de 1 562 mm, avec 8,8 jours de précipitations en janvier et 4 jours en juillet. Pour la période 1991-2020, la température moyenne annuelle observée sur la station météorologique la plus proche, située sur la commune du Vigan à 2 km à vol d'oiseau, est de 13,7 °C et le cumul annuel moyen de précipitations est de 1 494,8 mm,. Pour l'avenir, les paramètres climatiques de la commune estimés pour 2050 selon différents scénarios d'émission de gaz à effet de serre sont consultables sur un site dédié publié par Météo-France en novembre 2022.

### Milieux naturels et biodiversité

#### Espaces protégés
La protection réglementaire est le mode d’intervention le plus fort pour préserver des espaces naturels remarquables et leur biodiversité associée,.
Dans ce cadre, la commune fait partie de l'aire d'adhésion du Parc national des Cévennes. Ce  parc national, créé en 1967, est un territoire de moyenne montagne formé de cinq entités géographiques : le massif de l'Aigoual, le causse Méjean avec les gorges du Tarn et de la Jonte, le mont Lozère, les vallées cévenoles ainsi que le piémont cévenol.
La commune fait partie de la zone de transition des Cévennes, un territoire d'une superficie de 116 032 ha reconnu réserve de biosphère par l'UNESCO en 1985 pour la mosaïque de milieux naturels qui la composent et qui abritent une biodiversité exceptionnelle, avec 2 400 espèces animales, 2 300 espèces de plantes à fleurs et de fougères, auxquelles s’ajoutent d’innombrables mousses, lichens, champignons,.

#### Zones naturelles d'intérêt écologique, faunistique et floristique

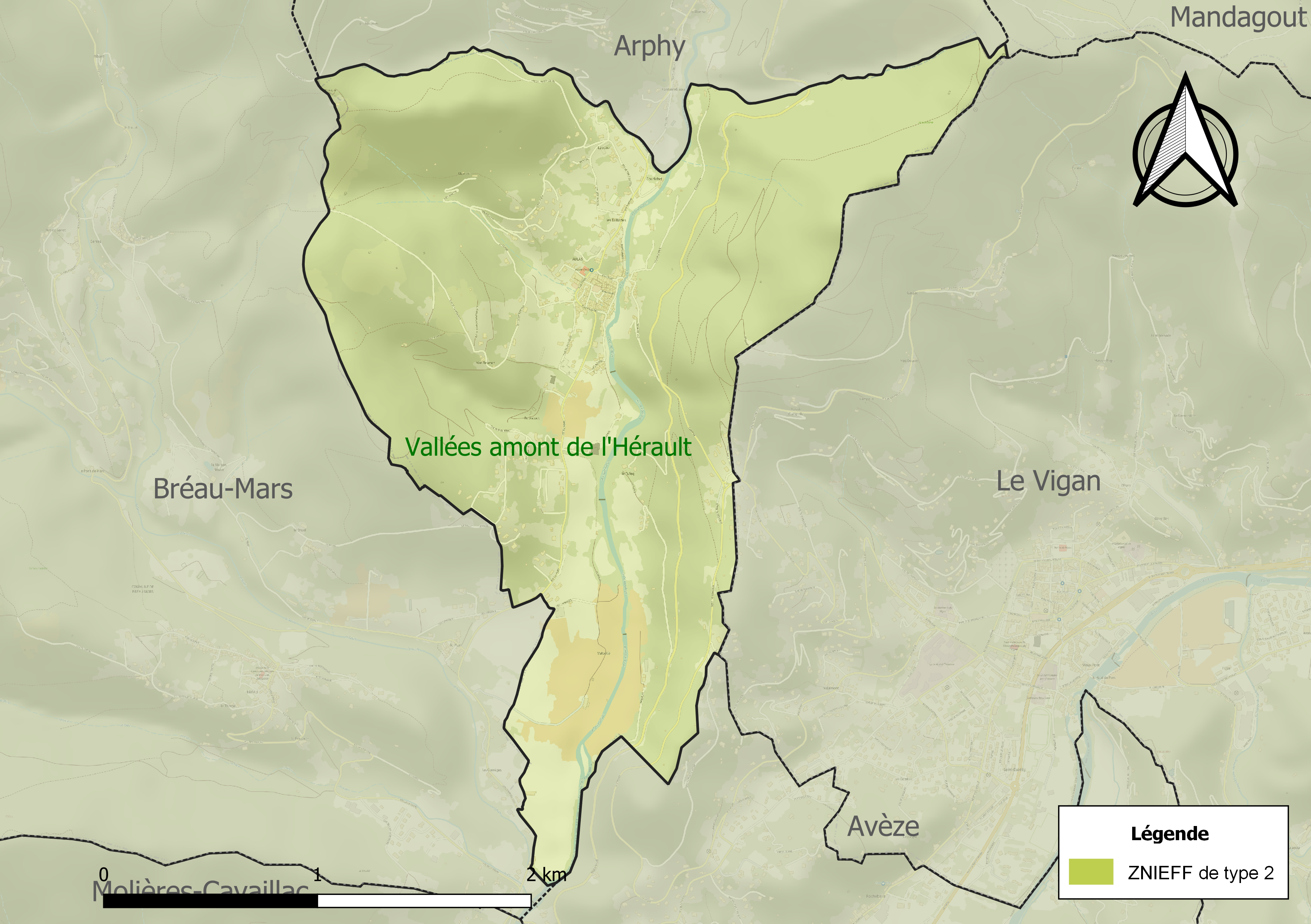
Carte de la ZNIEFF de type 2 localisée sur la commune.

L’inventaire des zones naturelles d'intérêt écologique, faunistique et floristique (ZNIEFF) a pour objectif de réaliser une couverture des zones les plus intéressantes sur le plan écologique, essentiellement dans la perspective d’améliorer la connaissance du patrimoine naturel national et de fournir aux différents décideurs un outil d’aide à la prise en compte de l’environnement dans l’aménagement du territoire.
Une ZNIEFF de type 2 est recensée sur la commune :
les « vallées amont de l'Hérault » (21 533 ha), couvrant 23 communes dont 22 dans le Gard et 1 dans l'Hérault.

## Urbanisme

### Typologie
Au 1er janvier 2024, Aulas est catégorisée commune rurale à habitat dispersé, selon la nouvelle grille communale de densité à sept niveaux définie par l'Insee en 2022.
Elle appartient à l'unité urbaine du Vigan, une agglomération intra-départementale regroupant six  communes, dont elle est une commune de la banlieue,,. Par ailleurs la commune fait partie de l'aire d'attraction du Vigan, dont elle est une commune de la couronne,. Cette aire, qui regroupe 20 communes, est catégorisée dans les aires de moins de 50 000 habitants,.

### Occupation des sols
L'occupation des sols de la commune, telle qu'elle ressort de la base de données européenne d’occupation biophysique des sols Corine Land Cover (CLC), est marquée par l'importance des forêts et milieux semi-naturels (56,4 % en 2018), en diminution par rapport à 1990 (58,7 %). La répartition détaillée en 2018 est la suivante : 
forêts (56,4 %), zones urbanisées (22,6 %), zones agricoles hétérogènes (13,9 %), prairies (7,1 %). L'évolution de l’occupation des sols de la commune et de ses infrastructures peut être observée sur les différentes représentations cartographiques du territoire : la carte de Cassini (XVIIIe siècle), la carte d'état-major (1820-1866) et les cartes ou photos aériennes de l'IGN pour la période actuelle (1950 à aujourd'hui).

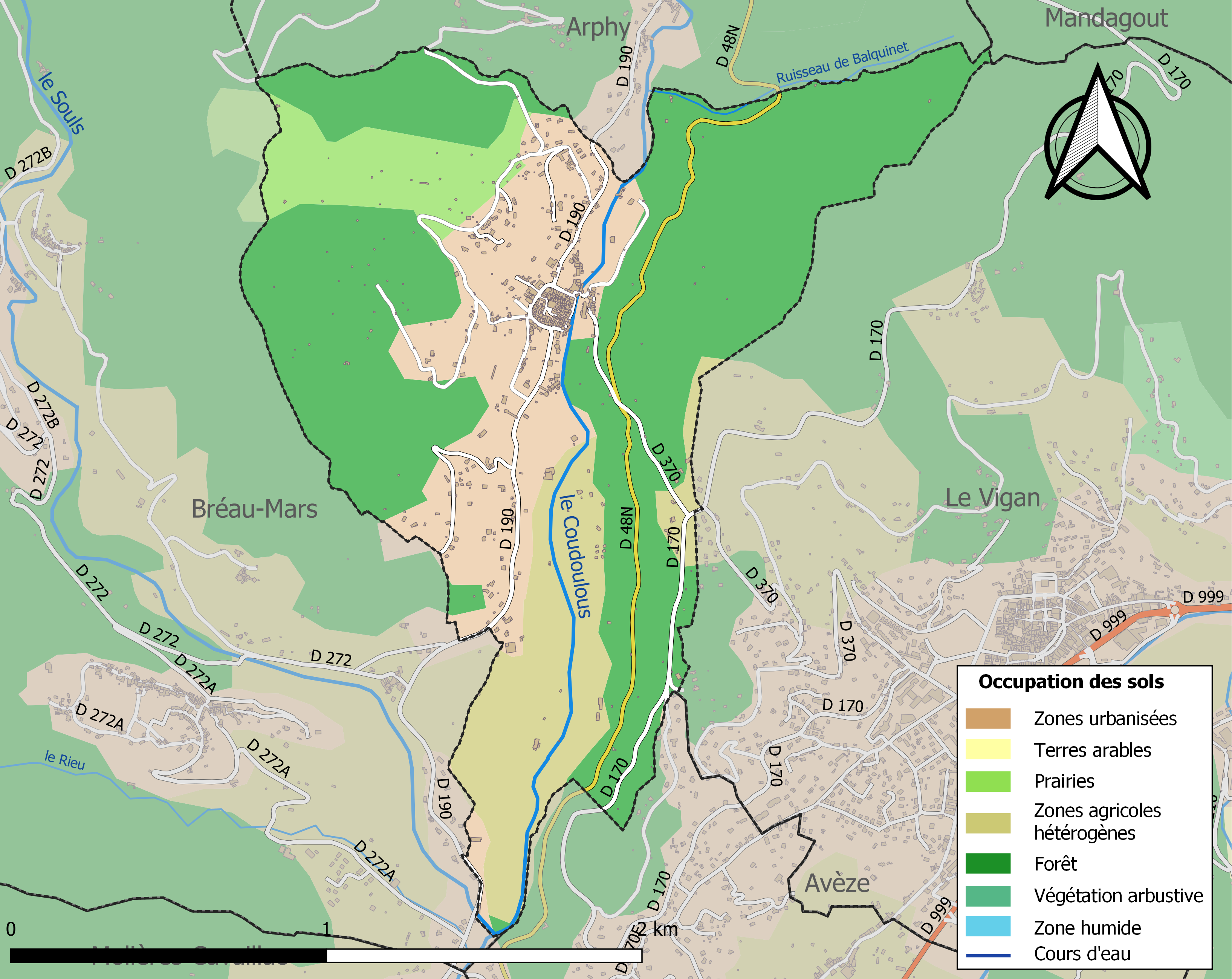
Carte des infrastructures et de l'occupation des sols de la commune en 2018 (CLC).

### Risques majeurs
Le territoire de la commune d'Aulas est vulnérable à différents aléas naturels : météorologiques (tempête, orage, neige, grand froid, canicule ou sécheresse), inondations, feux de forêts, mouvements de terrains et séisme (sismicité faible). Un site publié par le BRGM permet d'évaluer simplement et rapidement les risques d'un bien localisé soit par son adresse soit par le numéro de sa parcelle.
Certaines parties du territoire communal sont susceptibles d’être affectées par le risque d’inondation par débordement de cours d'eau, notamment le Coudoulous et le Souls. La commune a été reconnue en état de catastrophe naturelle au titre des dommages causés par les inondations et coulées de boue survenues en 1982, 1994 et 2011,.

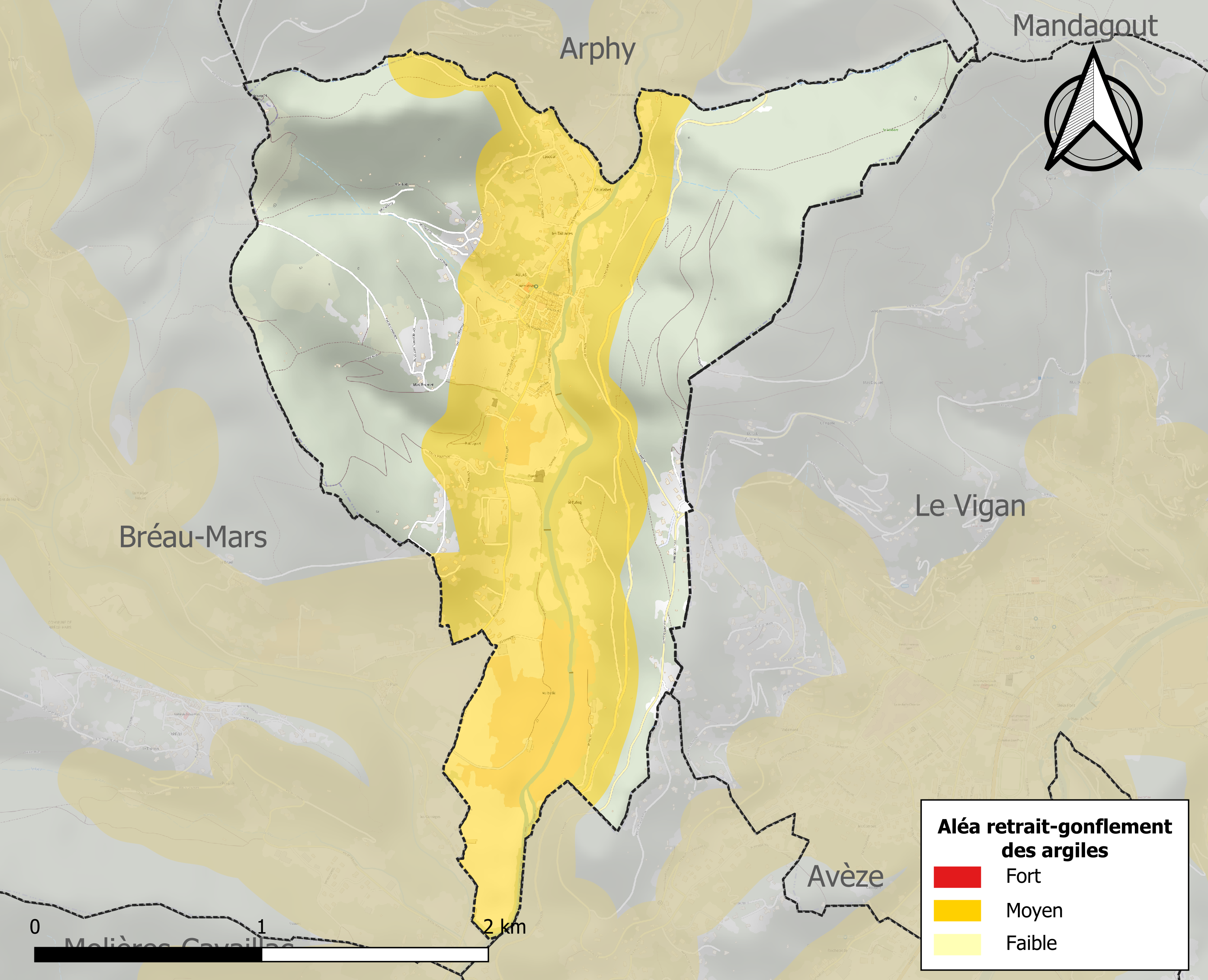
Carte des zones d'aléa retrait-gonflement des sols argileux d'Aulas.

La commune est vulnérable au risque de mouvements de terrains constitué principalement du retrait-gonflement des sols argileux. Cet aléa est susceptible d'engendrer des dommages importants aux bâtiments en cas d’alternance de périodes de sécheresse et de pluie. 45,3 % de la superficie communale est en aléa moyen ou fort (67,5 % au niveau départemental et 48,5 % au niveau national). Sur les 305 bâtiments dénombrés sur la commune en 2019, 270 sont en aléa moyen ou fort, soit 89 %, à comparer aux 90 % au niveau départemental et 54 % au niveau national. Une cartographie de l'exposition du territoire national au retrait gonflement des sols argileux est disponible sur le site du BRGM,.
Par ailleurs, afin de mieux appréhender le risque d’affaissement de terrain, l'inventaire national des cavités souterraines permet de localiser celles situées sur la commune.

## Toponymie
On peut lire dans les chartes anciennes : Aulaz in pago Arisdendis (XIIe siècle), Aulatis dans une bulle pontificale de 1156, Aulatio (1239), puis Avolacium lors du dénombrement de la sénéchaussée en 1384.
Nom de domaine formé avec le suffixe -atis sur le nom de personne latin Aulus.
Ses habitants se nomment les Aulasiens, Aulasiennes.

## Histoire

### Moyen Âge
La famille de Bermond d'Anduze et de Sauve gouverne en Cévennes un vaste territoire : la baronnie d'Hierle qui comprend 22 paroisses et 12 châteaux. Lors de la croisade contre les Albigeois, la baronnie est confisquée par le roi de France, les châteaux et forteresses sont démantelés. Elle n'est restituée aux Bermond que très diminuée. D'abord établi à Roquedur, le siège de la baronnie d'Hierle est transféré à Aulas en 1243. En 1275, le baron accorde de nombreux droits et franchises à la cité et à ses habitants. Par la suite, les Bermond cèdent la baronnie à Pons de Saint-Just, évêque de Béziers, lequel la transmet à la famille de Pierre de Pierrefort avant qu'une autre lignée, les Montfaucon, n'en fasse l'acquisition en 1541. Si Le Vigan est une terre ecclésiastique et royale, dans la vallée voisine, Aulas est une petite cité commerçante et active où demeure le baron d'Hierle, premier seigneur des Cévennes de l'Ouest après le roi.

### Époque moderne

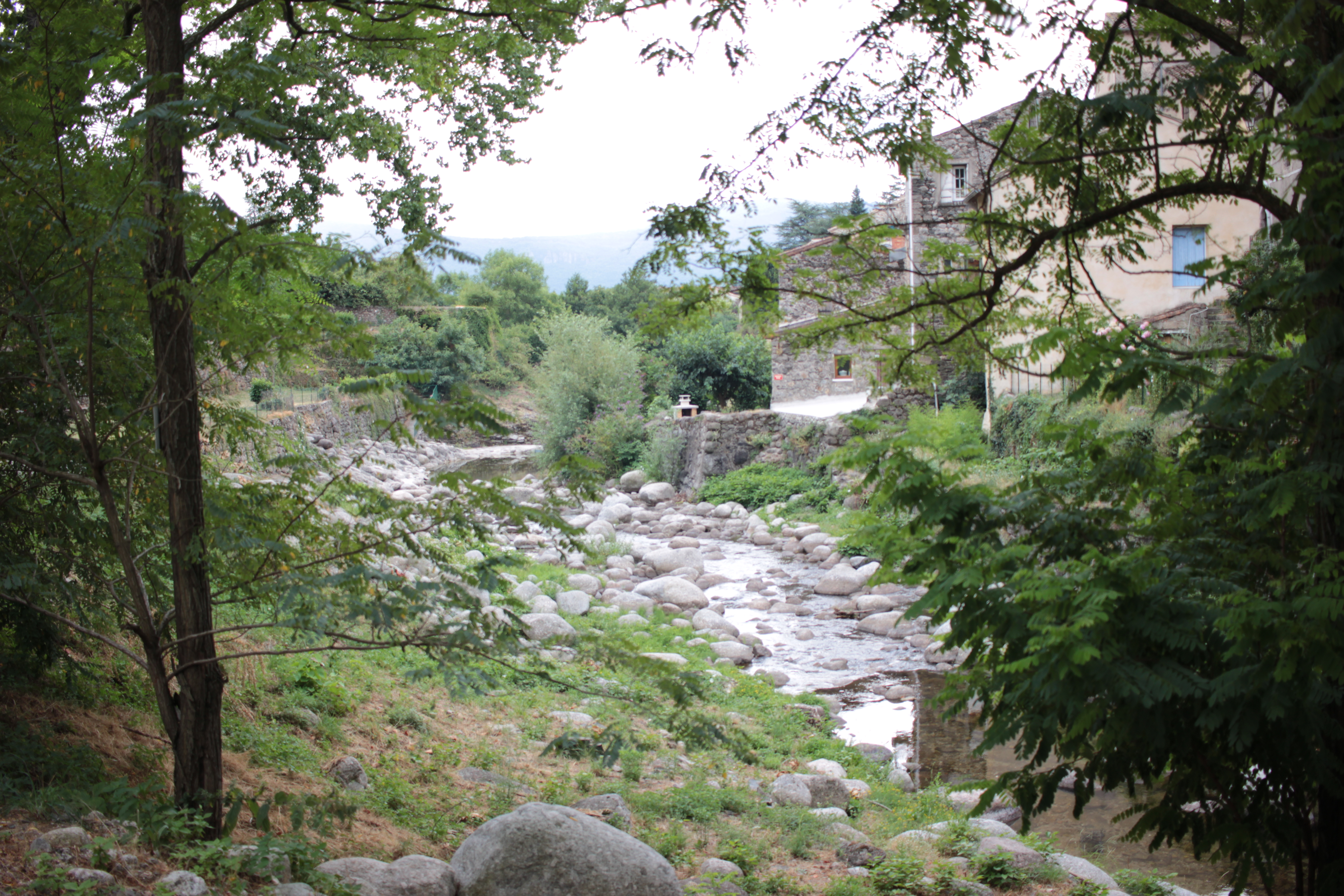
Le Coudoulous, depuis la rive, à proximité du moulin. Des habitations qui longent la rivière sont distinguables.

Au XVIe siècle, la population d'Aulas devient majoritairement protestante. Le baron d'Hierle, Fulcrand de Montfaucon s'oppose avec violence à l'installation de la Réforme et aux pasteurs envoyés prêcher celle-ci. À son château d'Aulas, il préfère séjourner dans sa forteresse de Vissec située en terres restées catholiques ou bien au château Lombard au Vigan, l'actuel Hôtel de Vissec.
Du Moyen Âge au XVIIIe siècle, Aulas est un centre lainier important des vallées viganaises grâce à ses manufactures de draps qui transforment la laine des brebis des Causses et emploient un grand nombre d'ouvriers. À partir de 1750, cette industrie est concurrencée par les fils de soie et de coton avec lesquels sont tricotés bas et collants. Ce dynamisme économique est complété par la diffusion des idées des Lumières portées et défendues par quelques familles locales : les Bérenger de Caladon à Clapices, les Quatrefages à la Capelle…

### Révolution française et Empire
En 1789, Alexandre de la Tour du Pin est le dernier porteur des titres de baron d'Hierle et gouverneur de la ville d'Aulas. La Révolution entraîne la fin de la baronnie d'Hierle et Aulas perd son titre de ville et les franchises dont elle jouissait depuis 1275.
Les troubles et les guerres qui s'ensuivent désorganisent les ateliers et les filières d'exportation.

### Époque contemporaine
Il faut attendre la Restauration et la paix retrouvée pour que l'essor bonnetier permette à Aulas de connaître un nouvel âge d'or symbolisé par les vastes filatures édifiées dans la seconde moitié du XIXe siècle. L'économie textile et l'agriculture participèrent à l'essor du village jusqu'à la Seconde Guerre mondiale.

## Politique et administration

### Liste des maires
| Période                                  | Période         | Identité       | Étiquette | Qualité                    |
| ---------------------------------------- | --------------- | -------------- | --------- | -------------------------- |
| 6 mai 1945                               | 12 janvier 1952 | Louis Guibal   |           |                            |
| 12 janvier 1952                          | 14 mars 1965    | André Alauze   |           |                            |
| 14 mars 1965                             | 13 mars 1977    | Daniel Martin  |           |                            |
| 13 mars 1977                             | 6 mars 1983     | Paul Montet    |           |                            |
| 6 mars 1983                              | 18 juin 1995    | Alain Villegas |           |                            |
| 18 juin 1995                             | 2020            | Jean Boulet    | PS        | Retraité Fonction publique |
| 2020                                     | En cours        | Bruno Montet   |           |                            |
| Les données manquantes sont à compléter. |                 |                |           |                            |

## Population et société

### Démographie
L'évolution du nombre d'habitants est connue à travers les recensements de la population effectués dans la commune depuis 1793. Pour les communes de moins de 10 000 habitants, une enquête de recensement portant sur toute la population est réalisée tous les cinq ans, les populations de référence des années intermédiaires étant quant à elles estimées par interpolation ou extrapolation. Pour la commune, le premier recensement exhaustif entrant dans le cadre du nouveau dispositif a été réalisé en 2004.

En 2022, la commune comptait 445 habitants, en évolution de −8,62 % par rapport à 2016 (Gard : +2,97 %, France hors Mayotte : +2,11 %).
| 1793 | 1800 | 1806 | 1821 | 1831 | 1836 | 1841 | 1846  | 1851 |
| ---- | ---- | ---- | ---- | ---- | ---- | ---- | ----- | ---- |
| 900  | 858  | 889  | 900  | 999  | 950  | 985  | 1 000 | 971  |

| 1856 | 1861 | 1866 | 1872 | 1876 | 1881 | 1886 | 1891 | 1896 |
| ---- | ---- | ---- | ---- | ---- | ---- | ---- | ---- | ---- |
| 926  | 908  | 864  | 872  | 852  | 843  | 865  | 807  | 741  |

| 1901 | 1906 | 1911 | 1921 | 1926 | 1931 | 1936 | 1946 | 1954 |
| ---- | ---- | ---- | ---- | ---- | ---- | ---- | ---- | ---- |
| 705  | 703  | 708  | 544  | 570  | 546  | 486  | 447  | 415  |

| 1962 | 1968 | 1975 | 1982 | 1990 | 1999 | 2004 | 2006 | 2009 |
| ---- | ---- | ---- | ---- | ---- | ---- | ---- | ---- | ---- |
| 384  | 308  | 296  | 338  | 386  | 391  | 439  | 450  | 436  |

| 2014 | 2019 | 2022 | - | - | - | - | - | - |
| ---- | ---- | ---- | - | - | - | - | - | - |
| 475  | 456  | 445  | - | - | - | - | - | - |

### Enseignement
École élémentaire communale.

## Économie

### Revenus
En 2018  (données Insee publiées en septembre 2021), la commune compte 222 ménages fiscaux, regroupant 447 personnes. La médiane du revenu disponible par unité de consommation est de 17 740 € (20 020 € dans le département).

### Emploi
|                | 2008   | 2013   | 2018   |
| -------------- | ------ | ------ | ------ |
| Commune        | 10 %   | 10,1 % | 11,8 % |
| Département    | 10,6 % | 12 %   | 12 %   |
| France entière | 8,3 %  | 10 %   | 10 %   |

En 2018, la population âgée de 15 à 64 ans s'élève à 269 personnes, parmi lesquelles on compte 73,4 % d'actifs (61,6 % ayant un emploi et 11,8 % de chômeurs) et 26,6 % d'inactifs,. Depuis 2008, le taux de chômage communal (au sens du recensement) des 15-64 ans est inférieur à celui du département, mais supérieur à celui de la France.
La commune fait partie de la couronne de l'aire d'attraction du Vigan, du fait qu'au moins 15 % des actifs travaillent dans le pôle,. Elle compte 70 emplois en 2018, contre 90 en 2013 et 98 en 2008. Le nombre d'actifs ayant un emploi résidant dans la commune est de 172, soit un indicateur de concentration d'emploi de 40,7 % et un taux d'activité parmi les 15 ans ou plus de 51,7 %.
Sur ces 172 actifs de 15 ans ou plus ayant un emploi, 36 travaillent dans la commune, soit 21 % des habitants. Pour se rendre au travail, 83,9 % des habitants utilisent un véhicule personnel ou de fonction à quatre roues, 1,8 % les transports en commun, 8,9 % s'y rendent en deux-roues, à vélo ou à pied et 5,4 % n'ont pas besoin de transport (travail au domicile).

### Activités hors agriculture
28 établissements sont implantés  à Aulas au 31 décembre 2019. Le tableau ci-dessous en détaille le nombre par secteur d'activité et compare les ratios avec ceux du département,.
Le secteur du commerce de gros et de détail, des transports, de l'hébergement et de la restauration est prépondérant sur la commune puisqu'il représente 25 % du nombre total d'établissements de la commune (7 sur les 28 entreprises implantées  à Aulas), contre 30 % au niveau départemental.

### Agriculture
|               | 1988 | 2000 | 2010 | 2020 |
| ------------- | ---- | ---- | ---- | ---- |
| Exploitations | 17   | 2    | 9    | 5    |
| SAU (ha)      | 29   | 3    | 11   | 70   |

La commune est dans les Cévennes, une petite région agricole occupant l'ouest du département du Gard. En 2020, l'orientation technico-économique de l'agriculture  sur la commune est la culture de fruits ou d'autres cultures permanentes. Cinq exploitations agricoles ayant leur siège dans la commune sont dénombrées lors du recensement agricole de 2020 (17 en 1988). La superficie agricole utilisée est de 70 ha,,.

## Culture locale et patrimoine

### Édifices civils

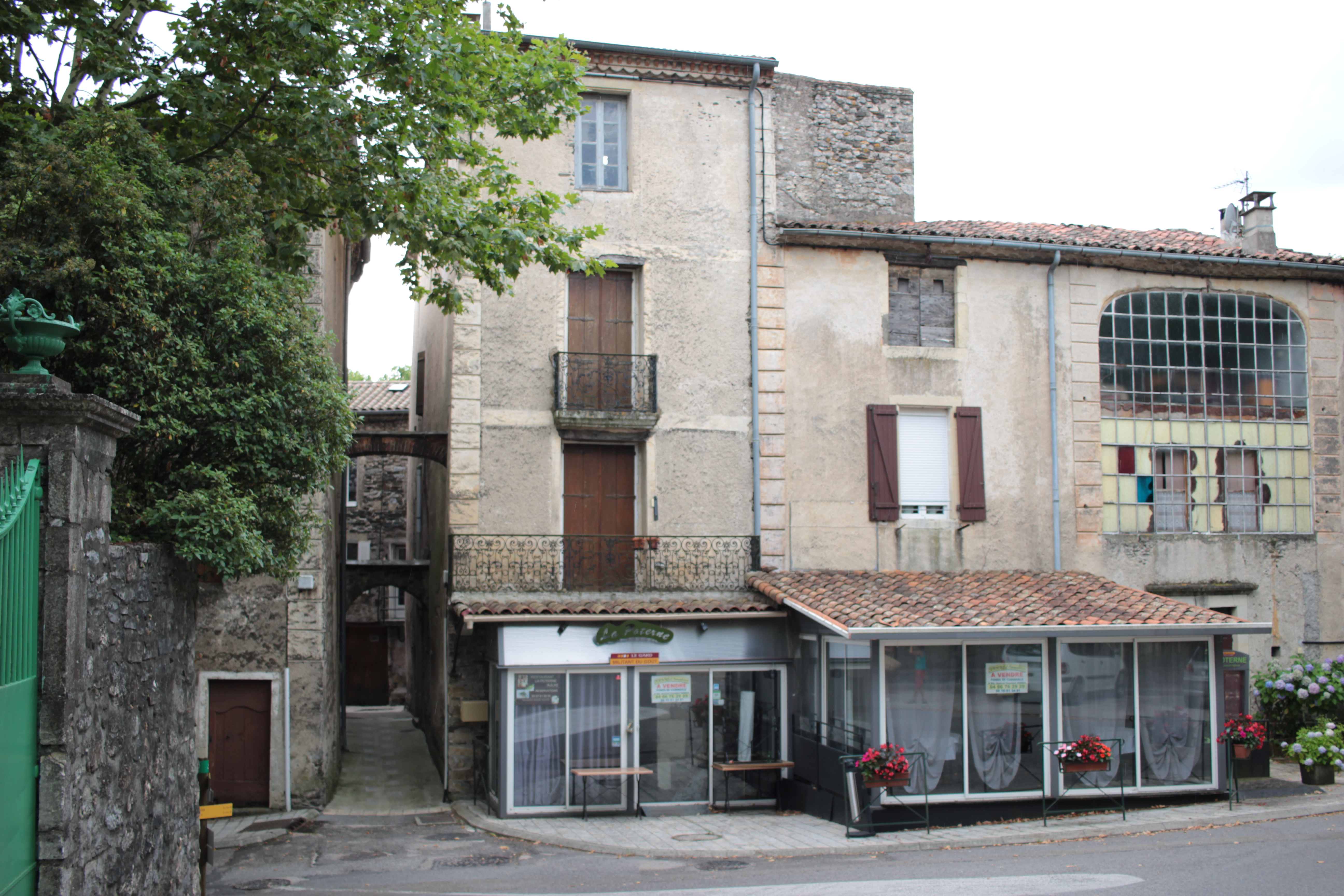
Le centre d'Aulas.

- La poterne, entrée médiévale du village sur les rives du Coudoulous.
- Anciens moulins et lavoirs.
- La place où l'on peut admirer les façades médiévales et le griffe.
- Château des barons d'Hierle.
- Vieux pont médiéval.
- Maison Teissier du Cros bâtie entre le XVIIIe et le XIXe siècle.
- Filature de soie Pelon édifiée en 1852 par Hippolyte Pelon. Agrandie en 1866. Devient propriété des Teissier du Cros puis des Bresson. Elle devient bonneterie de nylon puis ferme ses portes dans les années 1970.
- Porte de la Capelle.
- Les traouquets, étroits passages entre les maisons permettant le passage des personnes et la ventilation des rues du vieux villages.
- Château de la Capelle. Appartenant à la famille des Quatrefages avant de revenir aux Bousquet de Florian.
- Monument des prédicants sur la D 48 érigé en 1929 faisant mémoire des prédicants Teissier, Bénézet et Roussel mis à mort à Montpellier au XVIIIe siècle.
- Château de Clapices, résidence des Bérenger de Caladon.

### Édifices religieux

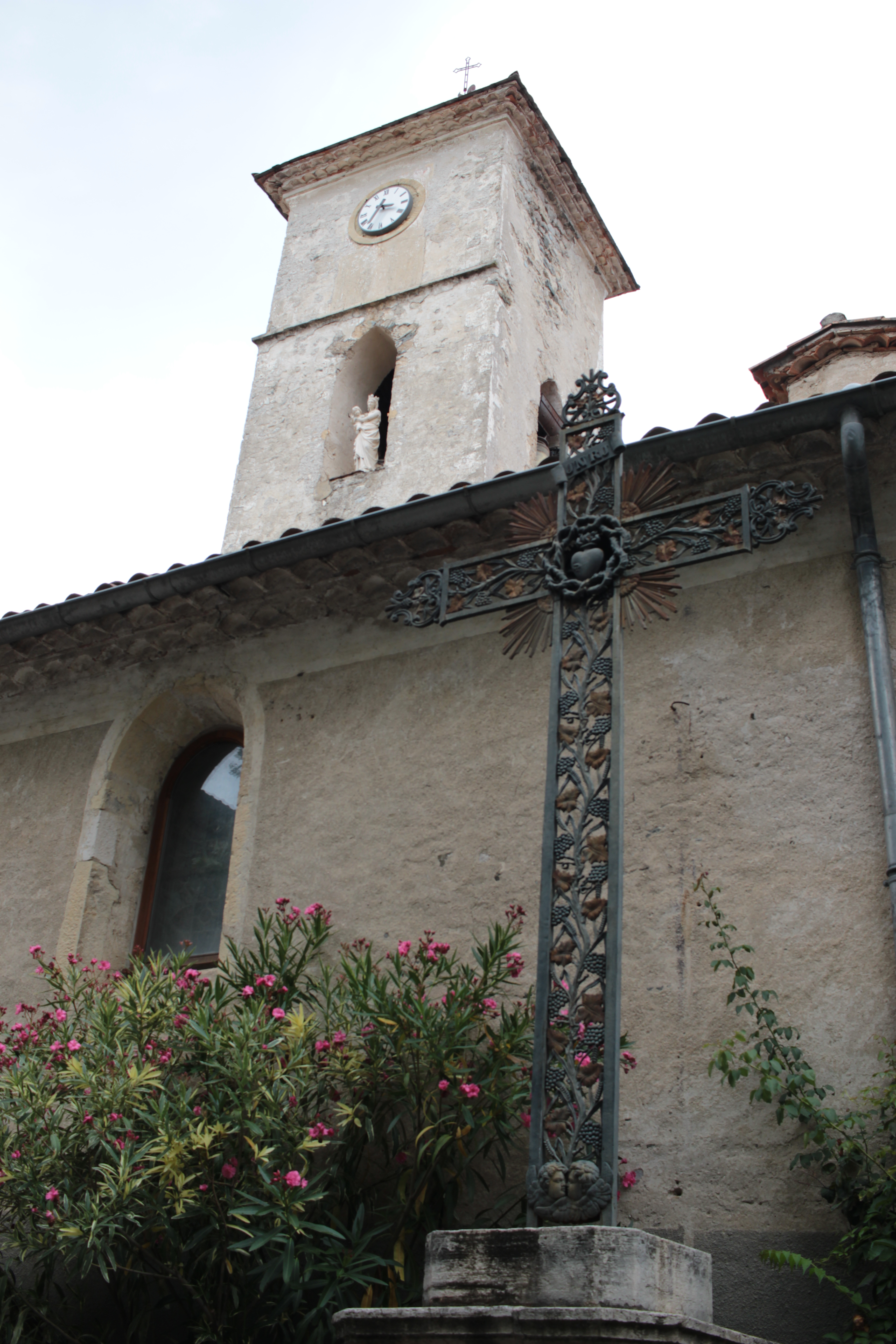
Croix et clocher de l'église Saint-Martin d'Aulas.

- Église Saint-Martin, remaniée maintes fois jusqu'au XIXe siècle.
- Temple protestant, bâti en 1840 et portant les inscriptions ultérieurement rajoutées : « Liberté, Égalité, Fraternité » et « République Française ».

### Personnalités liées à la commune
- Alexandre Roussel, pasteur clandestin arrêté le 10 septembre 1728 et pendu à Montpellier le 30 novembre 1728.
- Jean-Pierre Bérenger de Caladon de la Nuège (1728-1802), officier de cavalerie, partisan de la Grande Encyclopédie, correspondant de Voltaire.
- Henri Bérenger de Caladon de Lanuejols (1740-1810).
- Odette Teissier du Cros (1906-1997), ethnologue française, fondatrice et conservatrice du Musée cévenol au Vigan.

## Héraldique
| Blason de Aulas | Blason  | D'or à l'aigle de sable, au chef d'azur chargé de trois tours d'argent. |
| Blason de Aulas | Détails |                                                                         |